# Reggenza di Kudus
La reggenza di Kudus (in indonesiano: Kabupaten Kudus) è una reggenza dell'Indonesia, situata nella provincia di Giava Centrale.